# Tiago Pereira (futebolista)
Tiago César Moreira Pereira (Santo Tirso, 4 de Julho de 1975) é um ex-futebolista português que jogava habitualmente a médio.
Já actuou em vários clubes dos diversos escalões do futebol português.

## Carreira
No final da época 2008/09 saiu da União Desportiva de Leiria, assinando pelo Clube Desportivo Trofense, assinando um contrato válido por uma época.